# Села (музей)
Биржайский краеведческий музей «Села» (лит. Biržų krašto muziejus „Sėla“) — музей в городе Биржай, Литва.
Расположен в восстановленном Биржайском замке, бывшей резиденции Радзивилловов, памятнике архитектуры XVII века.

## История
Основан 16 февраля 1928 года группой энтузиастов. В музее было 7 отделов — нумизматика, археология, история, сельское хозяйство, природа, филателия, народное творчество. Первоначально Биржайский музей располагался в небольшом деревянном доме (Reformatų g. 6), который сгорел во время войны. В 1931 году музей был перенесен в новое здание ратуши (Rotušės g. 10). В довоенный период в фондах музея насчитывалось около 18–19 тысяч экспонатов. Во время войны работа музея была прервана, 1210 ценных предметов (золотые и серебряные монеты, медали, древнее оружие и публикации, этнографические предметы) исчезли. В 1945 году музей возобновил работу, в 1949 году переехал в здание бывшей православной церкви (Kęstučio g. 12).
В конце апреля 1987 года экспозиция в старых помещениях была закрыта, началась работа по переезду музея. Открытие обновленного музея в здании Биржайского замка состоялось 9 марта 1989 года и было приурочено к 400-летию присуждения Биржаю Магдебургских прав.
С 2003 года директором музея является Гинтарас Буткевичюс (лит. Gintaras Butkevičius).

## Коллекции
Коллекция музея насчитывает около 110 000 экспонатов (по данным 2010 года). В музее можно увидеть археологические находки: инструменты, оружие, ювелирные изделия и глиняная посуда, материалы раскопок кургана Муоришкиай и Биржайского замка. 
В музее хранится множество книг, документов и печатных изданий, самыми ценными из которых являются старопечатные книги и рукописи Брестская Библия 1563 года, Проповеди Скарги 1691 года, «Конституционные права и привилегии бояр Польского королевства и Литовского княжества» 1733 года и др. Отдельная экспозиция содержит материалы по истории Биржайского замка и города, описание дворов и фольварков, списки крестьян, архивные материалы и фотографии.
В залах музея представлены следующие экспозиции:
- Доисторическая эпоха
- Этнография
- Религия
- Биржай и Радзивиллы
- Биржай в XIX веке
- Биржай в XX веке

В здании Арсенала находится постоянная выставка различных видов оружия. Самым ценным среди экспонатов является мортира XVII века, которая использовалась во время Северной войны.
С октября по апрель музей работает ежедневно с 9.00 до 17.30 (Ср-Сб) и с 9.00 до 16.30 (Вт и вс), кроме понедельника. С апреля по октябрь: Ср-Сб с 10 до 18.30; Вт и вс 10.00 - 17.30.